# John Pierpont Morgan
John Pierpont Morgan (Hartford, 17 aprile 1837 – Roma, 31 marzo 1913) è stato un banchiere e imprenditore statunitense.
Considerato uno dei più ricchi ed importanti uomini d'affari statunitensi della storia, è stato cofondatore e amministratore dell'azienda bancaria di fama mondiale Drexel, Morgan & Co. (divenuta poi J.P. Morgan & Co.) e fondatore di General Electric. Fu inoltre un attivo finanziatore della holding IMMC e un noto investitore nel settore siderurgico.
Grazie alle sue competenze nel settore bancario, J. P. Morgan divenne noto in tutto il mondo e riuscì a risollevare gli Stati Uniti da diverse crisi finanziarie, potenziando notevolmente tramite i suoi investimenti l'industria siderurgica nazionale, e a costruire un impero bancario a Wall Street, il principale centro finanziario americano.

## Biografia
Figlio di Junius Spencer Morgan, gli fu dato il nome di Pierpont in onore al nonno materno, il poeta John Pierpont. Frequentò le scuole dapprima a Hartford e in seguito l'Episcopal Academy a Cheshire. Nel 1851 superò l'esame di ammissione alla English High School di Boston. 
Un anno dopo contrasse una febbre reumatica che gli impedì di camminare. Il padre decise quindi di mandarlo nelle Azzorre per curarsi. Dopo diversi viaggi, il padre lo mandò in Svizzera a studiare e ad imparare il francese. Completò la propria istruzione in tedesco all'Università di Gottinga, in Germania. Dopo essersi laureato, si trasferì a Londra, iniziando a lavorare nella filiale locale della società finanziaria paterna. Questo gli permise di conoscere il sistema bancario inglese e di stringere relazioni importanti con i banchieri della capitale.
Tornato negli Stati Uniti, nel 1871 si mise in società con Anthony Joseph Drexel fondando la Drexel, Morgan & Co., che, dopo la morte del socio divenne la J.P. Morgan & Co, destinata a diventare una delle più potenti banche del mondo. In breve tempo divenne un vero e proprio "guru" di Wall Street. Fu l'artefice di grandi fusioni (come ad esempio quella che portò alla creazione della General Electric), e in più di un'occasione aiutò il governo statunitense a superare difficili crisi finanziarie.
Morì nell'Albergo Roma, il futuro Grand Hotel Plaza di Roma, durante un viaggio. Oltre 4.000 lettere di condoglianze furono spedite, e la borsa di New York chiuse per 2 ore in segno di rispetto. Al momento della successione nel 1916, il valore delle sue proprietà fu valutato complessivamente in circa 78 milioni di dollari dell'epoca, circa 25 milioni in meno di quanto si stimava. Si riteneva che possedesse circa 30 milioni di dollari del tempo in attività e azioni bancarie, oltre a 18 milioni di dollari in titoli. Tali somme andavano, però, ridotte dei debiti contratti, approssimativamente per circa 10 milioni di dollari, e delle tasse sulla successione.
Nel 2008 Forbes lo mise al cinquantanovesimo posto delle persone più ricche di tutti i tempi, con un patrimonio, rivalutato al 2008, stimato a circa 40 miliardi di dollari.

## Esperto della siderurgia e della finanza
Contribuì in maniera decisiva al finanziamento dell'industria siderurgica americana, oltre che all'ampliamento delle reti ferroviarie. Coinvolto in innumerevoli affari, dalla sottoscrizione di obbligazioni messicane al finanziamento di progetti innovativi, al controllo di compagnie assicurative e mercantili. La sua inclinazione nel rilevare imprese in difficoltà per poi ristrutturarle e portarle alla redditività è nota come "morganizzazione".
Nel 1912 il famoso affondamento del RMS Titanic, di proprietà della controllata White Star Line, procurò un disastro finanziario alla holding IMMC, finanziata dalla JP Morgan & Co. La banca fu poi oggetto, dopo la sua morte, di un ridimensionamento di attività a causa della legge Glass–Steagall, che costrinse alla separazione delle sue gestioni di investment-banking, trasferite nella Morgan Stanley.
La JP Morgan vive ancora sotto il nome di JPMorgan Chase & Co., dopo che, nel 2000, si è fusa con la Chase Manhattan Bank.

## Collezionista d'arte

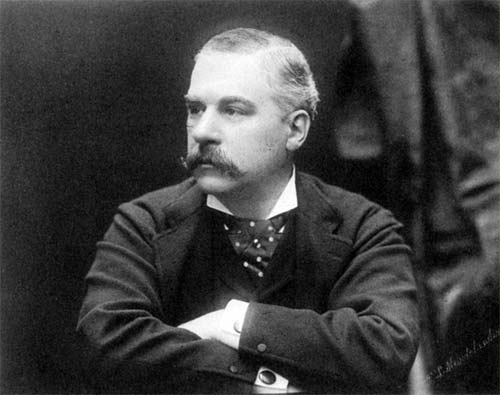
J. P. Morgan

Fu un collezionista d'arte, di libri e di pietre preziose. La maggior parte dei suoi pezzi fu donata o prestata al Metropolitan Museum of Art di New York, e poi raccolta alla Pierpont Morgan Library.
Fu il finanziatore principale dell'opera The North American Indian del fotografo-etnologo Edward Sheriff Curtis.

## Nella cultura di massa
- Orgoglioso del suo cognome, perché era il medesimo del famoso bucaniere Henry Morgan, Morgan chiamò tutti i suoi panfili con nome Corsair[6].
- Viene citato, insieme a Re Mida e a Mecenate, ne Il grande Gatsby, il romanzo di Francis Scott Fitzgerald, in cui il coprotagonista Nick compra alcuni libri di economia con l'intento di «unfold the shining secrets», cioè aprire i segreti apportatori di lucro che i tre personaggi sopra citati conoscevano.
- Un profilo del banchiere americano viene tracciato anche da John Dos Passos nel suo romanzo 1919 del 1932, parte della trilogia USA.
- Appare come personaggio nel romanzo Ragtime di E. L. Doctorow del 1975.
- Nel film A Royal Weekend del 2012, il presidente Franklin Delano Roosevelt (interpretato da Bill Murray), cita un "botta e risposta" che cita Morgan «In vita mia ho conosciuto solo tre americani: Joe Kennedy, J. P. Morgan e Fred Astaire! - Grazie a Dio ha conosciuto il signor Astaire, altrimenti che impressione avrebbe avuto di tutti noi?».
- Nella serie tv The Alienist, tratta dall'omonimo romanzo, J. P. Morgan compare in quanto membro influente della New York di fine Ottocento.